# خوسيه رامون دياز
خوسيه رامون دياز (بالإنجليزية: José Ramón Díaz)‏ هو سياسي أمريكي، ولد في 6 يناير 1973. حزبياً، نشط في الحزب التقدمي الجديد.